# Nicolás Tagliafico
Nicolás Alejandro Tagliafico (født 31. august 1992) er en argentinsk professionel fodboldspiller, som spiller for Ligue 1-klubben Olympique Lyon og Argentinas landshold.

## Klubkarriere

### Banfield
Tagliafico begyndte sin karriere hos Banfield, hvor han gjorde sin førsteholdsdebut i 2010.

### Independiente
Tagliafico skiftede i 2015 til storklubben Independiente. Han var del af holdet som vandt Copa Sudamericana i 2017.

### Ajax
Tagliafico skiftede i januar 2018 til Ajax. Han spillede over 100 kampe for klubben i sin tid i Amsterdam.

### Lyon
Tagliafico skiftede i juli 2022 til Olympique Lyon.

## Landsholdskarriere

### Ungdomslandshold
Tagliafico har repræsenteret Argentina på flere ungdomsniveauer.

### Seniorlandshold
Tagliafico debuterede for Argentinas landshold den 9. juni 2017.  Han var del af Argentinas trupper som vandt verdensmesterskab i 2022 og Copa América 2021.

## Titler
Independiente
- Copa Sudamericana: 1 (2017)

Ajax
- Eredivisie: 3 (2018-19, 2020-21, 2021-22)
- KNVB Cup: 2 (2018-19, 2020-21)

Argentina
- Copa América: 1 (2021)
- Verdensmesterskabet: 1 (2022)
- CONMEBOL–UEFA Cup of Champions (2022)